# Artocarpeae
Artocarpeae es una tribu de plantas de flores perteneciente a la familia Moraceae que agrupa a los géneros tropicales con caracteres morfológicos similares: árboles monoicos, sincárpico, que producen un fruto rico en glúcidos y que tienen la hoja más o menos lobulada.

## Géneros
- Artocarpus J.R.Forster & J.G.A Forster, 1775, nom. cons.
- Parartocarpus Baillon, 1875
- Treculia Decaisne ex Trécul, 1847
- Prainea King ex J.D.Hooker, 1888
- Hullettia King ex J.D.Hooker, 1888
- Antiaropsis K.M.Schumann, in K.M.Schumann & Hollrung, 1889
- Sparattosyce Bureau, 1869
- Batocarpus H.Karsten, 1863
- Bagassa Aubl., 1775
- Sorocea A.St.-Hil., 1821
- Clarisia Ruiz & Pav., 1794, nom. cons.
- Poulsenia Eggers, 1898[1]